# Fleury-la-Montagne
Fleury-la-Montagne é uma comuna francesa na região administrativa de Borgonha-Franco-Condado, no departamento Saône-et-Loire. Estende-se por uma área de 8,76 km². Em 2010 a comuna tinha 713 habitantes (densidade: 81,4 hab./km²).